# Фабрика снова
Фабрика снова (шп. Fábrica de sueños) мексичка је медијска франшиза и антологијска серија покренута 2019. године. Развио ју је Патрисио Вилс, а продуцира је Televisa. Франшиза се врти око модернизовања великих класика теленовела произведених у Мексику током 1980-их и 1990-их, снимањем њихових нових верзија са мањим бројем епизода (првобитно 25).
Пројекат се састоји од рибутова класичних теленовела, које је Televisa продуцирала: Колевка вукова, Руби, Злобница, Клетва, Колорина, Маћеха, И богати плачу, Дивља ружа, Краљица суза, Кинсењера, Право на љубав и Дивље срце.
Званични слоган је „Reescribimos la historia” (енгл. Поново пишемо историју).